# Paz de Saint-Germain-en-Laye
La Paz de Saint-Germain, firmada el 5 de agosto de 1570 en el Castillo de Saint-Germain-en-Laye, puso fin a la tercera de las Guerras de religión de Francia iniciada en 1568 entre católicos y protestantes, tras la derrota de estos últimos en la Batalla de Jarnac (Jarnac) y la muerte en el combate de su líder, el príncipe de Condé, Luis I de Borbón-Condé.
Fue firmada por el rey Carlos IX de Francia y el almirante hugonote Gaspar de Coligny, aceptando la readmisión de los protestantes en la administración pública y el matrimonio entre la princesa católica Margarita de Valois y el futuro Enrique IV de Francia (Protestante antes de su adjuración). El tratado suponía la concesión de cuatro fortalezas a los protestante (La Rochelle, Cognac, Montauban y La Charité-sur-Loire). El acuerdo no fue apoyado por los partidarios católicos más intransigentes y terminará en las jornadas de la Matanza de San Bartolomé con una nueva guerra.